# Måbjerg Idrætsforening
Måbjerg Idrætsforening (MIF) er en idrætsforening, der blev grundlagt i 1972 af den daværende formand Arne Jakobsen. Klubbens hjemby er Måbjerg, som er en lille forstads by til Holstebro. I 2007 er det jyllands største fodboldklub med cirka 650 medlemmer fordelt på en ungdomsafdeling og en senior afdeling.
Måbjerg IF har tidligere været oppe i Danmarksserien, men et par dårlige år resulterede med nedrykning til serie 1. I 2006 rykkede klubben op i Jyllandsserien.
Klubben er kendt for deres talentudviklingen, hvor flere spillere har været repræsenteret på diverse ungdomslandshold – U-15, U-16 etc. Speciel spillerne fra årgang 1989 har gjort sig bemærket ved at have rykke op i den tredje bedste ungdomsrække 3 år i træk.